# Therese Karlsson (sångerska)
För andra personer med samma namn, se Therese Karlsson.
Ewa "Therese" Karlsson, född 25 januari 1972, är en åländsk sopran vars musik spänner över opera, musikaler och musikteater. Hon har släppt flera skivor och uppträtt i många olika sammanhang.

## Karriär
Therese Karlsson har medverkat i flera produktioner hos Kulturföreningen Katrina, bland annat i rollen som Beda i musikteatern Katrina (2024 och 2025). Hon har även framträtt i Röstriter av Fredrik Hedelin (2016), queeroperan Magnus Maria (2014–2015), Figaro 1917 – en åländsk version av Figaros bröllop, samt den egna musikaliska komedin Alla mina fiender (2019).
Hon har gett ut albumet Folkton, bestående av nordiska folksånger. Hennes sånger "Free" och "Northern Light" har toppat Vegatoppen både 2019 och 2021.

## Roller i urval

### Opera
- Ebba – Lisbeta – en trollkona skall du icke låta leva (2021, Mariehamn; 2022, Helsingfors, Alexandersteatern)
- Grevinnan – Figaros bröllop (Figaro 1917, regi: Laura Ruohonen, libretto: Katarina Gäddnäs, Alandica Mariehamn)
- Adele – Läderlappen (2014, Vasa stadsteater, regi: Mika Nikander)
- Lisen – Henrik och Häxhammaren (2011, Åbo, regi: Dan Henriksson)
- Modern – Joel (2009, Åland, regi: Richard Barck)
- Sandrina – La finta giardiniera (2006, Svenska Teatern i Helsingfors, regi: Ralf Långbacka)
- Tatjana – Den svarta munken (2005, Vasa Operastiftelse, regi: Hannu Heikinheimo)
- Hebe – Fotbollsoperan Learning to Shout (2004, Åland/Stockholm, regi: Arn-Henrik Blomqvist)

### Musikal
- Havsfrun – Havsandar (2022, Mariehamn, regi: Isabella Sarling)
- Fantine – Les Misérables (2010–2012, Åbo Svenska Teater, regi: Georg Malvius)
- Mistress – Evita (2008–2009, Åbo Svenska Teater, regi: Georg Malvius)
- Kejsarinnan Elisabeth – Elisabeth (2005–2006, Åbo stadsteater, regi: Katariina Lahti)

### Musikteater
- Beda – Katrina – en musikteater (2024, Mariehamn, regi: Ida Kronholm)
- Fanny – Fanny och de 45 första (2022, Mariehamn, regi: Pekka Sonck)
- Alla mina fiender (2019, Mariehamn, regi: Ida Kronholm)
- Drottning Kristinas irrfärder i tid och rum (2016, Alexandersteatern Helsingfors, regi: Christoffer Strandberg)
- Droppar från rymden (2010, Åland, egen produktion)
- Yvette Pottier – Mor Courage (2004–2005, Svenska Teatern i Helsingfors, regi: Arn-Henrik Blomqvist)

## Diskografi
- Folkton (album med nordiska folksånger)